# Dekanija Ljutomer
Dekanija Ljutomer je rimskokatoliška dekanija, ki spada pod okrilje škofije Murska Sobota. 

## Župnije
1. Župnija Apače
2. Župnija Cezanjevci
3. Župnija Gornja Radgona
4. Župnija Kapela pri Radencih
5. Župnija Križevci pri Ljutomeru
6. Župnija Ljutomer
7. Župnija Mala Nedelja
8. Župnija Radenci
9. Župnija Razkrižje
10. Župnija Sv. Jurij ob Ščavnici
11. Župnija Veržej